# سوسک‌شناسی

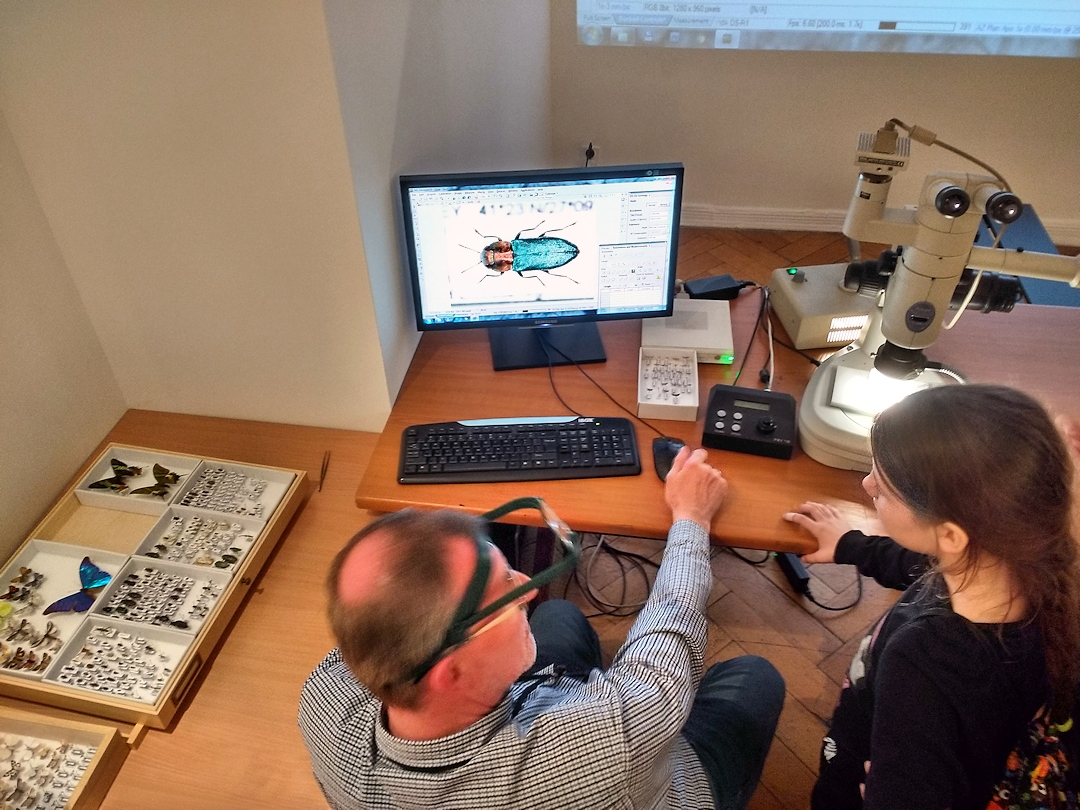
یک سوسک توسط حشره‌شناس با کمک میکروسکوپ دیجیتال نمایش داده شده است

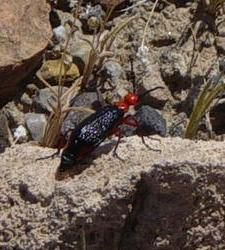
سوسک سرچرمی در بالای چشمه مسکوایت در دره مرگ

سوسک‌شناسی یا قاب‌بال‌شناسی (به انگلیسی: Coleopterology) (از واژهٔ Coleoptera و واژهٔ یونانی -λογία، -logia) مطالعه علمی سوسک‌ها و قاب‌بالان، شاخه‌ای از حشره‌شناسی است. تمرین‌کنندگان را سوسک‌شناس می‌نامند و گروه‌هایی از آماتورها و حرفه‌ای‌ها را برای تجارت و تفریح تشکیل می‌دهند. از جمله این‌ها می‌توان به انجمن کولئوپتریست‌ها، یک سازمان بین‌المللی مستقر در ایالات متحده اشاره کرد.